# Serjania rhombea
Serjania rhombea är en kinesträdsväxtart som beskrevs av Ludwig Radlkofer. Serjania rhombea ingår i släktet Serjania och familjen kinesträdsväxter. Inga underarter finns listade i Catalogue of Life.